# Всини
Всини — деревня в Струго-Красненском районе Псковской области России. Входит в состав сельского поселения «Новосельская волость».

## География
Находится на северо-востоке региона, в юго-западной части района, на реке Ситня.
Уличная сеть не развита.

## История
Упоминается в Новгородских летописях как минимум с 1498 года под названием Свины .
Согласно Закону Псковской области от 28 февраля 2005 года  деревня Всини вошла в состав образованного муниципального образования Хрединская волость с 1 января 2006 года.
До апреля 2015 года деревня Всини входила в Хрединскую волость.
В соответствии с Законом Псковской области от 30 марта 2015 года № 1508-ОЗ   деревня Всини, вместе с другими селениями упраздненной Хрединской волости, вошла в состав образованного муниципального образования Новосельская волость.
На юго-западном краю деревни в 2022 году был найден куфический дирхем, предположительно VIII-X века (точная датировка невозможна из-за того, что участок монеты с датой был обломан).

## Население
| 2001 | 2002 | 2010 | 2011 |
| ---- | ---- | ---- | ---- |
| 17   | ↗19  | ↘13  | ↘10  |

## Инфраструктура
Личное подсобное хозяйство.
Почтовое отделение, обслуживающее д. Всини, — 181121; расположено в д. Хредино.

## Транспорт
Просёлочные дороги, одна из них к бывшему волостному центру Хредино 
.